# Nikolaitor (Eisenach)

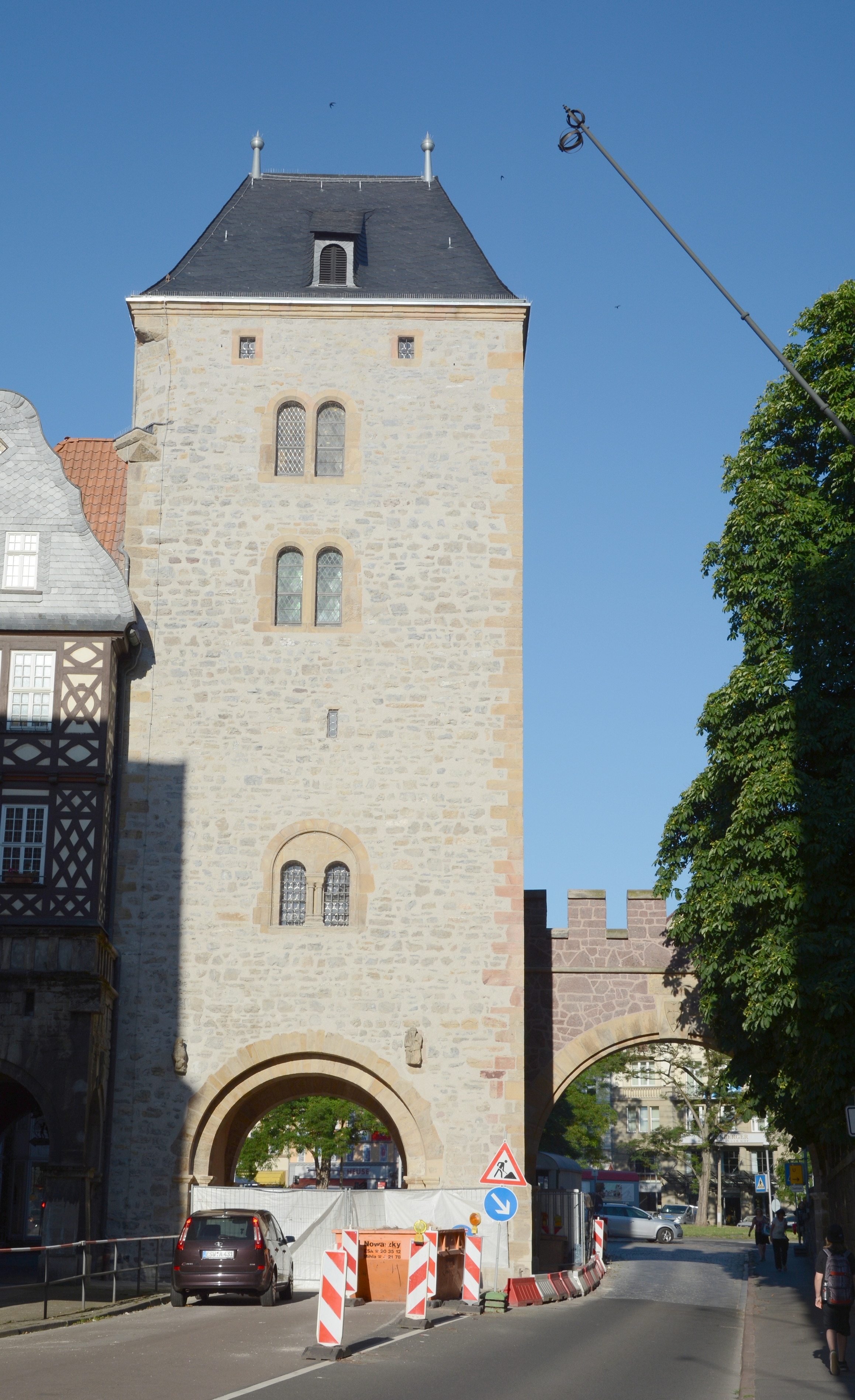
Ostansicht nach der Generalsanierung (2015)

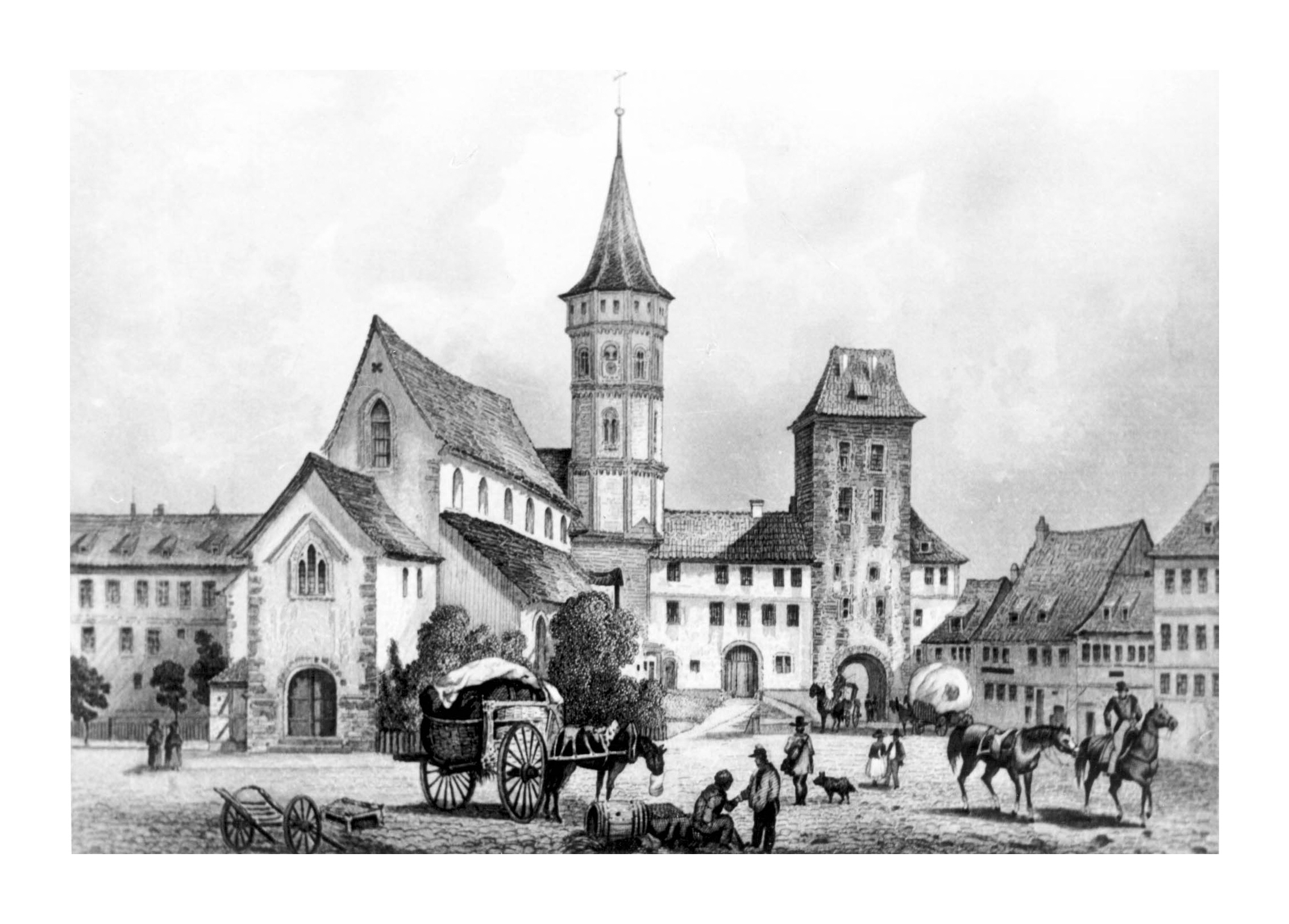
Ludwig Rohbock – Nikolaitor und Nikolaikirche (um 1850)

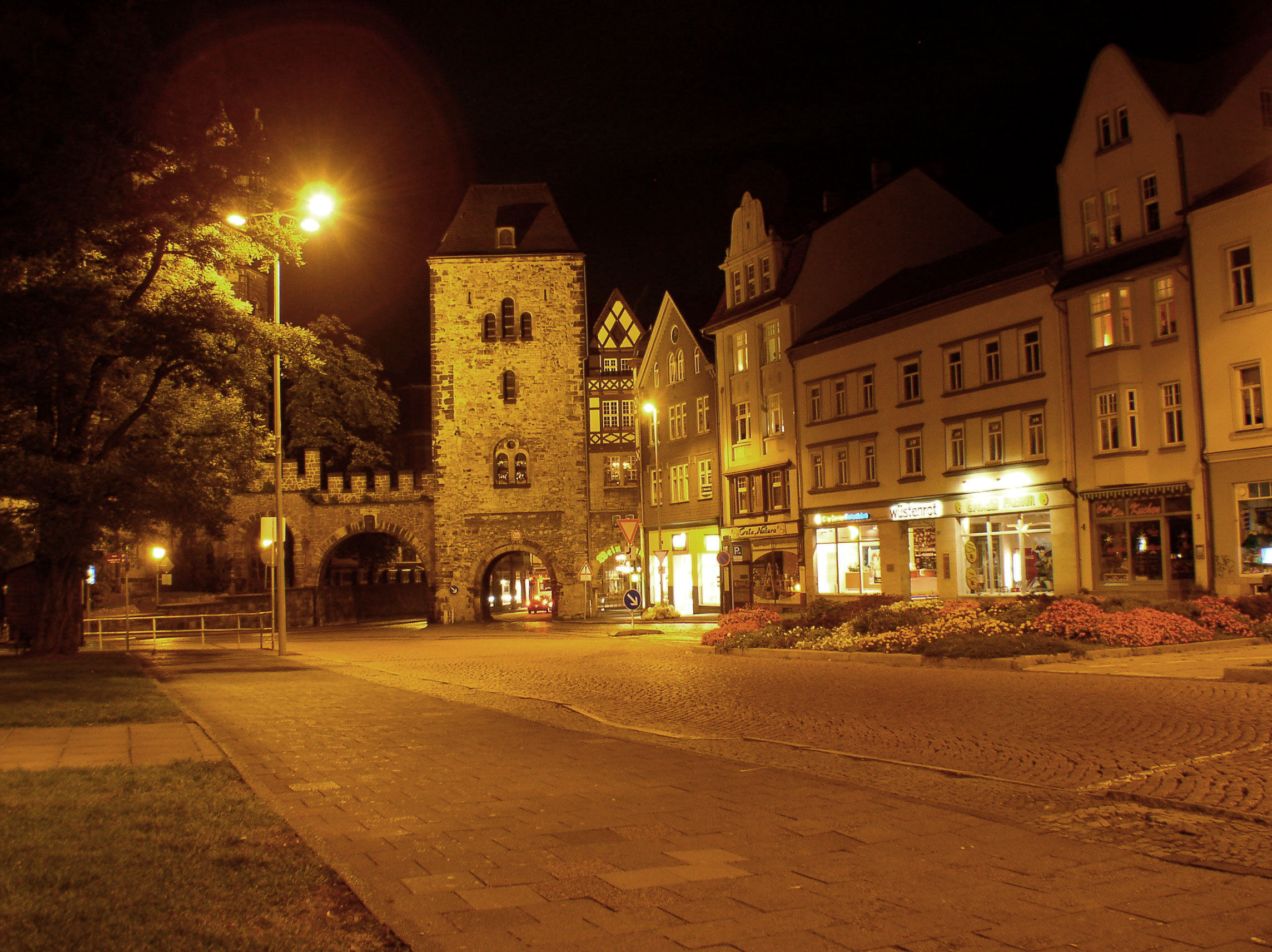
Das Nikolaitor bei Nacht (2006)

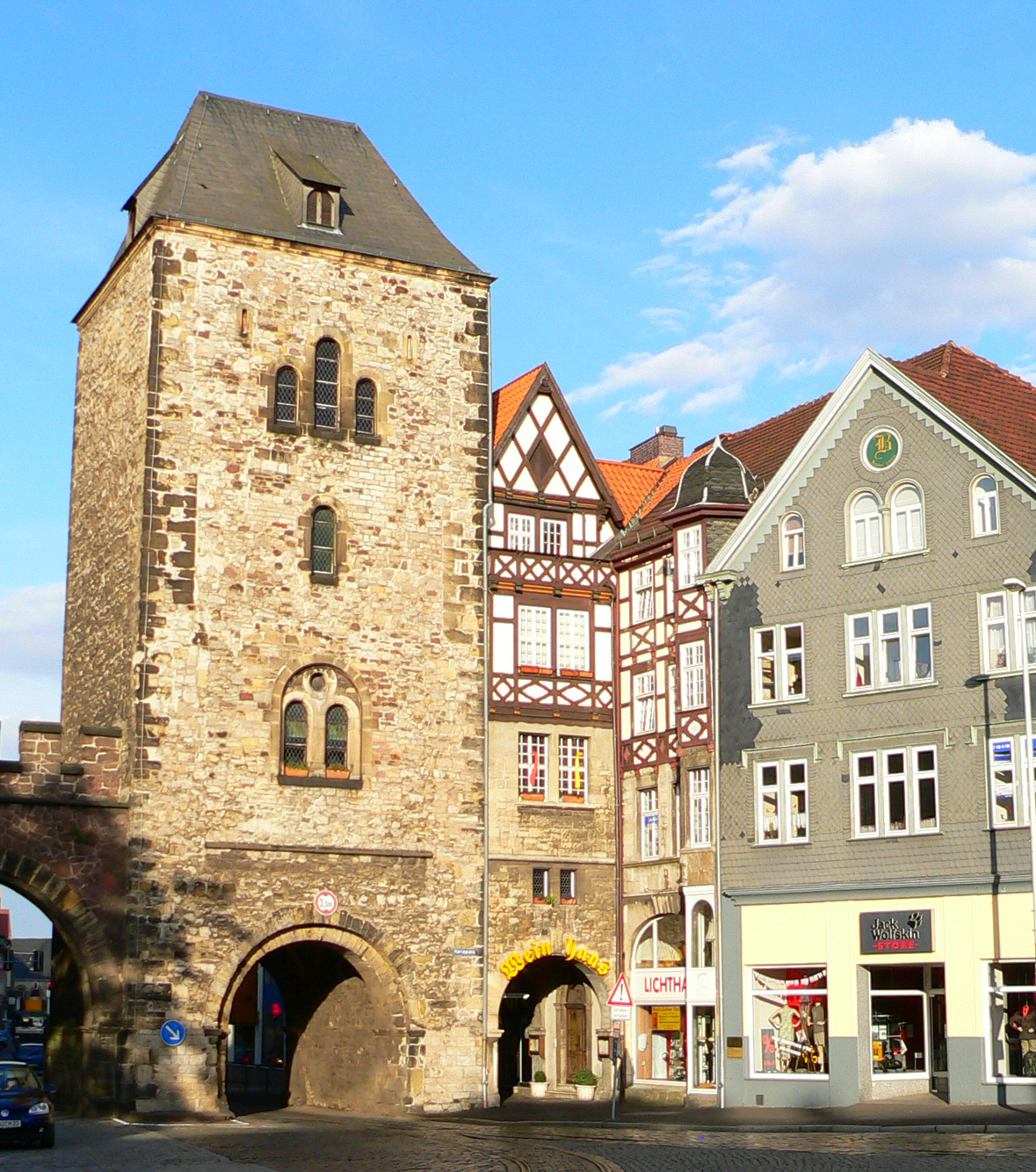
Blick vom Karlsplatz – Westansicht (2008)

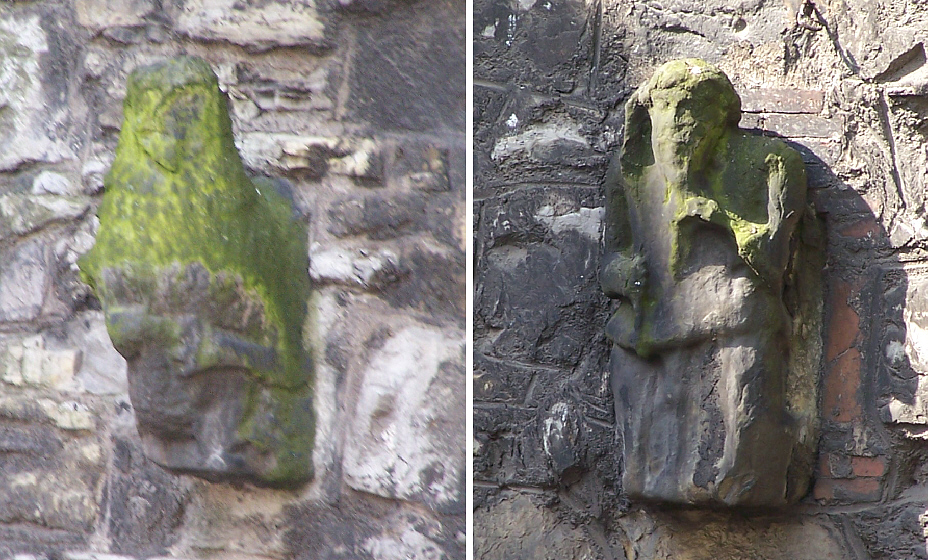
Unrestaurierter Zustand der Skulpturen am Torbogen (2008)

Das Nikolaitor ist das einzige erhaltene der ehemals fünf Stadttore in Eisenach, Thüringen. Es wurde um 1170 etwa gleichzeitig mit der benachbarten Nikolaikirche erbaut und ist somit das älteste Stadttor Thüringens. Im Mittelalter führte die Handelsstraße Via Regia von Frankfurt am Main nach Krakau durch Eisenach. Am Ausgang des Karlsplatzes zur Bahnhofstraße verließ man durch das Nikolaitor die Stadt in Richtung Osten. Bis 1832 wurde das Stadttor jeden Abend geschlossen.
Das Nikolaitor wurde ursprünglich als Torturm errichtet an den sich beiderseits die Eisenacher Stadtmauer mit Wehrgängen anschloss. Um 1307 wurde bei den drei Haupttoren Georgentor, Marientor und Nikolaitor jeweils etwa 50 Meter vor der Wehrmauer ein äußeres Tor vorgesetzt. Der Name Zwinger für diesen Abschnitt hat sich bis in die Gegenwart erhalten. Durch das Vortor war es möglich den Zugang in die Stadt noch sicherer zu gestalten.
Um 1815 wurde die Stadtbefestigung Eisenachs Zug um Zug beseitigt, der Nikolai-Torturm blieb auf Wunsch der Bevölkerung erhalten.

## Baubeschreibung
Der Turm hat eine Gesamthöhe von 27,5 m, die Grundfläche beträgt 9,5 × 7 m. Der Turm besitzt eine Torfahrt mit etwa 5 m Breite und knapp 5 m Scheitelhöhe. Über der Torfahrt wurde von den Erbauern ein Gewölbe mit einer Gussöffnung eingefügt, um Angreifer abwehren zu können.
Aus statischen Gründen wurde das Bauwerk mit massiven Wänden errichtet, die Mauerstärke im ersten Geschoss beträgt auf der Feldseite (Osten) etwa 1,3 m, auf der Stadtseite (Westen) lediglich 0,8 m und an den beiden Flanken des Turmes je etwa 1,5 m. Im Inneren verblieb daher nur wenig nutzbarer Raum, der durch die erforderlichen Leitern und Trennwände weiter verringert wurde. Die Mauerstärke nimmt in den oberen Stockwerken geringfügig ab.
Im ersten Stock betragen die lichten Weiten 5,64 × 5,85 m, Raumhöhe 2,92 m; im zweiten Stock 5,77 × 6,35 m, Raumhöhe 3,25 m; im dritten Stock 6,80 × 6,60 m, Raumhöhe 3,80 m und im vierten Stock 5,80 × 7,15 m, Raumhöhe 5,14 m. Darüber ragt das noch das Dachwerk mit einer Gesamthöhe von 6,25 m auf. Im Dachgeschoss sind mehrere Erker zur Beleuchtung der einstigen Türmerstube vorhanden, denn die nur handbreiten, schlitzartigen Fensteröffnungen waren wegen der Zugluft wohl meist mit Brettern verschlossen.
Aus verkehrstechnischen Gründen musste 1888 nördlich neben dem Turm eine breite Durchfahrt geschaffen werden, man gestaltete diese in der Form eines zinnengeschmückten Torbogens. Der dabei verwendete Schlussstein zeigt das im Stadtwappen verwendete Kreuz. Bereits 1887 war man mit der Restaurierung der nördlich anschließenden Nikolaikirche befasst und entfernte zugleich noch ein zwischen Kirche und Torturm befindliches dreigeschossiges Haus der Eisenacher Bauverwaltung. Nach 1890 wurde auch für die Fußgänger südlich des Turmes ein passender Durchgang geschaffen. Darüber entstand durch Einbeziehung einer Baulücke das Turmrestaurant.
Bis 1953 waren die einst als Gefängniszellen genutzten Räume im ersten und zweiten Stock noch im überlieferten Bauzustand. Mit einem Durchbruch an der Südseite konnten diese beiden Räume in den Gastronomiebetrieb einbezogen werden, die darüber befindlichen beiden Räume waren aus Platz- und Sicherheitsgründen nicht mehr nutzbar.
Der Zugang wurde durch spätere Umbauten im Inneren erschwert. In den oberen Räumen hausten trotz verschiedener Vorkehrungen und mehrfacher Bekämpfung seit den 1960er Jahren verwilderte Stadttauben. Im Spätherbst 2012 wurde der Zustand in diesen Räumen durch einen Kameraeinsatz mit Hubwagen inspiziert um die nächste Bauwerksanierung vorzubereiten.
Für die von 2013 bis 2015 vorgenommene Generalsanierung des Bauwerkes wurde die Tordurchfahrt gesperrt und der stadtauswärts gerichtete Verkehr umgeleitet. Während dieser Zwangspause wurde kontrovers diskutiert, zukünftig die Tordurchfahrt generell für den Verkehr zu sperren.
Nach der Einrüstung des Turmes konnten die Mauern manuell mittels Sandstrahltechnik von ihren stark verkrusteten Ablagerungen gesäubert werden. Danach offenbarte sich das Ausmaß der Schäden im Mauerwerk, die Standfestigkeit der Mauerwerksschalen wurde mit Verankerungen gesichert. Die verwitterten Steine und Fugen an den Fassaden wurden behandelt und restauriert. Der Auftrag einer geschlossenen Putzschicht (analog zum Südturm der Wartburg) wurde angedacht aber verworfen.
Neben der Mauersicherung wurde auch das Dach 2014 umfassend saniert, die hölzernen Dachgaupen wurden repariert und die Dachentwässerung wieder hergestellt. Im Oktober 2014 wurden die überlieferten Turmknöpfe auf dem Dachfirst nach einer Ansicht um 1900 angebracht. Im Juni 2015 konnten die Bauarbeiten am Turm abgeschlossen werden. Es folgte die abschließende Sanierung des Pflasters, wobei auch die noch vorhandenen Straßenbahnschienen in der Durchfahrt entfernt wurden.
Die denkmalpflegerische Sanierung und Restaurierung des romanischen Tores kostete rund 800.000 Euro. Diese Summe wurde zu 80 Prozent aus dem Programm der Städtebauförderung “Städtebaulicher Denkmalschutz” von Bund und Land finanziert. Die Stadt Eisenach konnte ihren Eigenanteil dank einer großzügigen Spende des Eisenacher Bürgers Fritz Walther aufbringen.
Das Ensemble von Nikolaitor, Nikolaikirche und Lutherdenkmal ist neben der Wartburg eines der Wahrzeichen Eisenachs.